# Clone Row
Clone Row ist ein Musikalbum von Ches Smith. Die Aufnahmen erschienen am 6. Juni 2025 auf dem Label „Otherly Love“.

## Hintergrund
Ches Smiths Clone Row ist ein Zwei-Gitarren-Projekt mit Mary Halvorson und Liberty Ellman sowie Nick Dunston am Bass. Der Titel ist ein Wortspiel mit „Tonreihe“, der restriktiven Kompositionsmethode, die durch Arnold Schönberg bekannt wurde. Halvorson ist als Gitarristin eine führende Kraft in der kreativen Musikszene; Ellman wiederum hat mit Größen wie Henry Threadgill, Wadada Leo Smith, Steve Coleman, Myra Melford und Vijay Iyer gespielt. Dunston ist Mitglied von Halvorsons Amaryllis Sextet (Cloudward, 2024) und spielt mit Smith in der Gruppe We All Break (Path of Seven Colors, 2021). Das Album wurde mit Unterstützung der Shifting Foundation ermöglicht.

## Titelliste
- Ches Smith: Clone Row (Otherly Love)

1. Ready Beat 6:11
2. Abrade with Me 6:05
3. Clone Row 7:07
4. Town Down 4:07
5. Heart Breakthrough 5:39
6. Sustained Nightmare 3:44
7. Play Bell (For Nick) 6:48

Die Kompositionen stammen von Ches Smith.

## Rezeption
Auch wenn dieses Projekt abstrakt betrachtet ganz anders klinge als seine früheren Arbeiten, seien die eigentümlichen elektronischen Elemente und unerwarteten Wendungen immer noch vorhanden, wenn auch mit deutlich weniger Instrumentierung als wir es gewohnt seien, schrieb Jim Hynes in Postgenre.
Smith habe schon zuvor ein fantastisches Ein-Gitarren-Album eingespielt, auf dem Bill Frisell sein Trio auf Interpret It Well (2022) verstärkte, wo er hauptsächlich Vibraphon spielte. Doch dieses Zwei-Gitarren-Projekt mit Halvorson im rechten und Ellman im linken Kanal sei etwas ganz anders. Obwohl nur der Titeltrack tatsächlich auf einer Zwölftonreihe basiert, würde der Name des Stücks gut zu Smiths experimentierfreudiger Fantasie passen. Ches Smith beweise einmal mehr, dass er einer der wichtigsten Visionäre unserer Zeit ist und würde dabei die Talente jedes einzelnen Mitglieds dieses Elite-Quartetts zur Schau stellen.
Clone Row würde „anders“ als Smiths frühere Werke klingen, doch genau das sei die wichtigste Notation, um die Größe dieses Meisters des modernen Klangs zu verstehen, schrieb Vic Albani in All About Jazz. Smith beeindrucke durch das spielerische Einfügen von wahrhaft skurrilen, abstrakten und fließenden elektronischen Elementen in komplexe Strukturen, die den Hörer überraschten. Diese dissonanten kreativen Abenteuer könnten bei Live-Auftritten unendliche Höhen erreichen, gerade weil die Konversation zwischen zwei Gitarren absolut solide kontrapunktische Interaktionen erzeugen könne.